# Serpente Arcobaleno

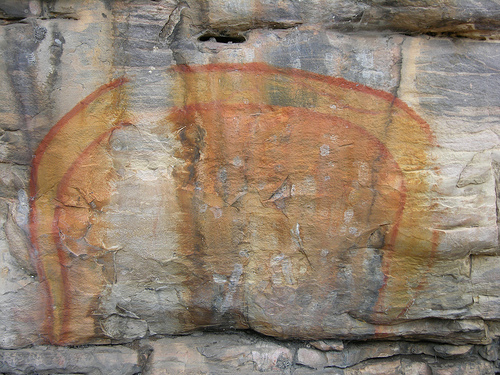
Il serpente arcobaleno (pittura rupestre aborigena).

Il Serpente arcobaleno è una creatura leggendaria di grande importanza per gli aborigeni australiani, probabilmente di origine nord-australiana.
È un abitante delle pozze d'acqua del deserto australiano, fonti permanenti d'acqua importanti per il sostentamento degli aborigeni. È il Serpente, a volte imprevedibile, che nasce assieme al sole riempiendo i depositi e dando vita ai profondi burroni che attraversano il deserto, distribuendo così l'acqua.
Le storie del Tempo del Sogno narrano di grandi Spiriti che, assumendo forme animali e umane, modellarono la terra allora sterile. Il Serpente Arcobaleno venne dal sottosuolo e creò rilievi montuosi e canyon profondi mentre risaliva in superficie. È conosciuto anche con il nome di Ngalyod dai Gunwinggu e Borlung dai Miali.
I racconti variano di zona in zona: le tribù dell'area monsonica raccontano delle interazioni epiche, a volte violente, tra il Sole, il Serpente e il vento nel loro Dreamtime, mentre le storie delle tribù del deserto centrale, che subiscono minori sbalzi climatici, riflettono una maggiore tranquillità.
È conosciuto come un protettore benevolo delle proprie genti e come un feroce giudice di chi vìola le leggi. Il Serpente è strettamente legato alla Terra, all'Acqua, alla Vita, alle relazioni sociali e alla fertilità.